# تمثال بينيتو بيريث جالدوس

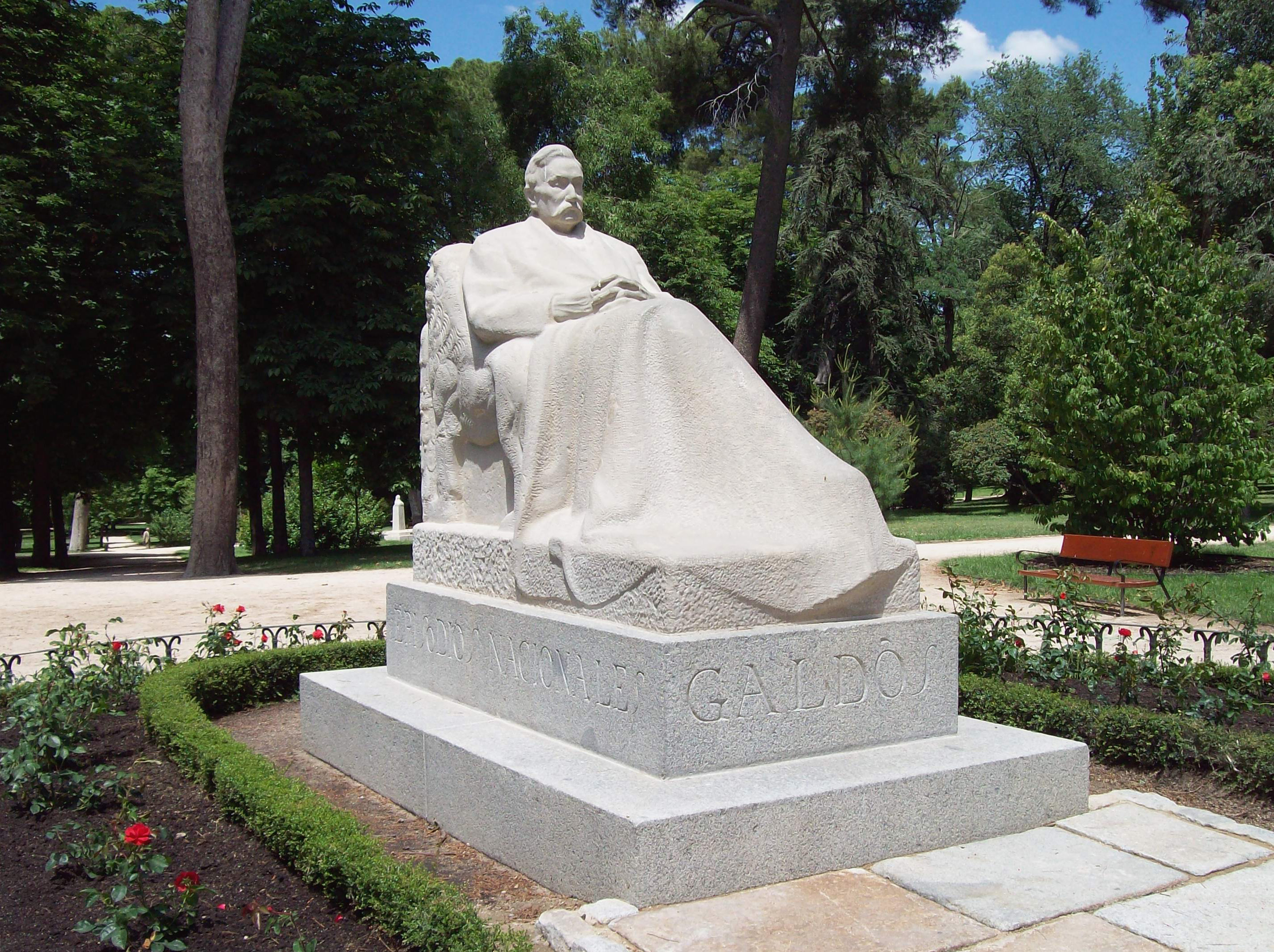
تمثال بينيتو بيريث جالدوس في حدائق الريتيرو في مدريد من تصميم النحات بيكتوريو ماتشو والذي افتُتح في 20 يناير 1919.

يقع نصب جالدوس التذكاري في الدوار المعروف باسم الكاتب الكناري، بجوار الطريق السريع في حدائق الريتيرو في مدريد، إسبانيا. كان بمثابة العمل الأول للنحات بيكتوريو ماتشو، وهو مصنوع من الحجر الأبيض المُستخرج من ليريدا بقياسات: 2.10 × 1.13 × 2.20 متر.
مُول عبر الاكتتاب العام وافتتح في 20 يناير 1919، بحضور الكاتب نفسه، الذي كان معاقًا وكفيفًا، وبرفقة النحات وعمدة العاصمة الإسبانية وبعض الكتاب والأصدقاء. ولم يحضر أي من الملك ألفونسو الثالث عشر ولا مُعجبيه السابقين أو أصدقائه وجيرانه في مدريد: مثل خوسيه أوجوستو تيرنيداد مارتينث رويث ، بيو باروخا، رامون ماريا ديل بايي إنكلان، راميرو دي مايثتو من أعضاء جيل 98.